# 無敵巨鯊VS史前鱷龍
《無敵巨鯊VS史前鱷龍》（英語：Mega Shark vs. Crocosaurus）是一部2010年美國怪獸災難片，由克里斯多夫·雷執導，傑李爾·懷特、蓋瑞·史崔奇、莎拉·萊明、勞勃·畢卡度、迪倫·沃斯和漢娜·考利主演。該片為《無敵巨鯊》系列電影的第二部作品，但前集《嗜血狂鯊》（2009年）的演員都未回歸演出。
《無敵巨鯊VS史前鱷龍》2010年12月21日在美國以DVD首映的方式發行。

## 劇情
在剛果民主共和國的深處，一次非法的鑽石開採活動喚醒了一頭巨大的史前鱷龍。另一方面，美國海軍戰艦吉布森號則遭到再度現身的變種巨鯊擊沉。這讓列剋星敦號航空母艦的克雷恩海軍上將派遣哈金森探員帶來了戰艦的倖存者泰瑞·麥考密中尉，以及在剛果碰見鱷龍的英國獵人奈吉爾·普特南，以準備找出對付兩頭巨獸的對策。但很快地，巨鯊和鱷龍的爭鬥在人類世界造成了前所未有的災難。

## 演員
- 傑李爾·懷特（英语：Jaleel White）飾演泰瑞·麥考密中尉
- 蓋瑞·史崔奇（英语：Gary Stretch）飾演奈吉爾·普特南
- 莎拉·萊明飾演哈金森特別探員
- 勞勃·畢卡度飾演克雷恩海軍上將
- 迪倫·沃斯（英语：Dylan Vox）飾演布考斯基特級準尉
- 漢娜·考利（英语：Hannah Cowley (actress)）飾演萊格特
- 羅伯特·R·沙費爾（英语：Robert R. Shafer）飾演查理·羅斯

## 發行
《無敵巨鯊VS史前鱷龍》在美國於2010年12月21日以DVD首映的方式發行。為了宣傳該片，瘋人院影業與多力多滋合作拍了一支廣告並在第四十五届超级碗上釋出。在商業廣告中，巨鯊襲擊了海軍艦隊，當上尉詢問是否有任何東西可以滿足其飢餓感後，他聽到了嘎吱嘎吱的聲音，看到看門人在吃一袋多力多滋餅乾。在下一場景中，一架直升機將巨大的多力多滋餅乾運送到海洋上。在全體船員歡慶慶祝活動中，巨鯊跳出來並將其吃掉後離開。

## 備註
1. ↑  掛名為克里斯多夫·道格拉斯-歐倫·雷（Christopher Douglas-Olen Ray）。

## 外部連結
- 互联网电影数据库（IMDb）上《無敵巨鯊VS史前鱷龍》的资料（英文）
- AllMovie上《無敵巨鯊VS史前鱷龍》的资料（英文）
- 爛番茄上《無敵巨鯊VS史前鱷龍》的資料（英文）